# Hydraena fundata
Hydraena fundata är en skalbaggsart som beskrevs av Perkins 2007. Hydraena fundata ingår i släktet Hydraena och familjen vattenbrynsbaggar. Inga underarter finns listade i Catalogue of Life.